# Resolución 870 del Consejo de Seguridad de las Naciones Unidas
La resolución 870 del Consejo de Seguridad de las Naciones Unidas, aprobada unánimemente el 1 de octubre de 1993, después de reafirmar la resolución 743 (1992) y resoluciones subsecuentes relacionadas con la Fuerza de Protección de las Naciones Unidas (UNPROFOR por sus siglas en inglés), el Consejo, actuando bajo el Capítulo VII de la Carta de las Naciones Unidas, extendió el mandato de UNPROFOR por un periodo adicional que terminaría el 5 de octubre de 1993.
El Consejó reiteró su determinación para garantizar la seguridad de UNPROFOR y su libertad de movimiento para todas sus misiones en Bosnia y Herzegovina y Croacia.